# Liste der Baudenkmale in Reddelich
In der Liste der Baudenkmale in Reddelich sind alle Baudenkmale der Gemeinde Reddelich (Landkreis Rostock) und ihrer Ortsteile aufgelistet (Stand 10. Februar 2021).

## Reddelich
| ID  | Lage                           | Bezeichnung | Beschreibung | Bild       |
| --- | ------------------------------ | ----------- | ------------ | ---------- |
| 590 | Steffenshäger Straße 1 (Karte) | Wohnhaus    |              |            |
| 590 | Steffenshäger Straße 2 (Karte) | Hallenhaus  |              | Hallenhaus |

## Quelle
Denkmalliste des Landkreises Rostock A ‐ Z (Stand: 10. Februar 2021; PDF, 497 KB)